# Edizione straordinaria (film 1941)
Edizione straordinaria è un cortometraggio documentario del 1941 diretto da Pietro Francisci.